# 昂克尔河畔里布蒙
昂克尔河畔里布蒙（法語：Ribemont-sur-Ancre，法語發音：[ʁibmɔ̃ syʁ ɑ̃kʁ]）是法国上法蘭西大區索姆省的一个市镇，属于亚眠区。

## 地理
昂克尔河畔里布蒙（49°57'36"N, 2°33'56"E）面积9.23 平方千米，位于法国上法蘭西大區索姆省，该省份为法国北部沿海省份，北起加来海峡省和北部省，西接滨海塞纳省和大西洋英吉利海峡，南至瓦兹省，东临埃纳省。
与昂克尔河畔里布蒙接壤的市镇（或旧市镇、城区）包括：拜济约、布雷勒、昂克尔河畔比尔、埃伊、拉维耶维尔、梅里库尔拉贝。

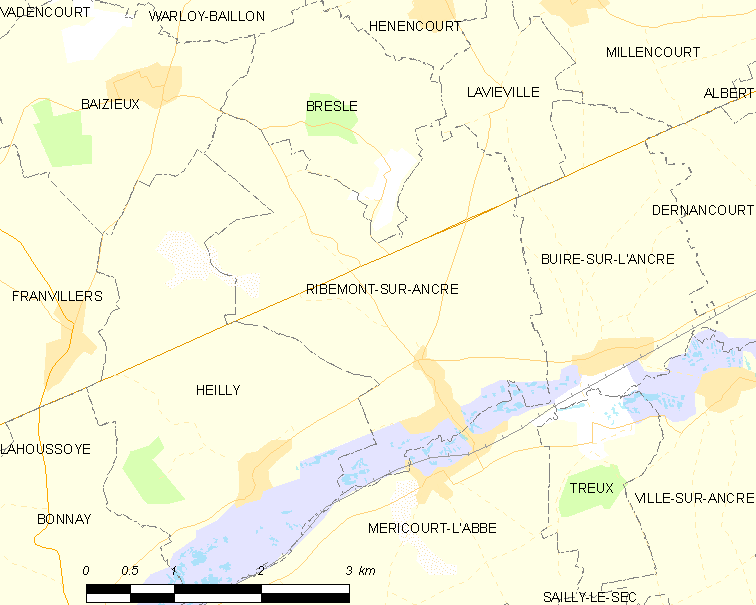
昂克尔河畔里布蒙的OSM定位图

昂克尔河畔里布蒙的时区为UTC+01:00、UTC+02:00（夏令时）。

## 行政
昂克尔河畔里布蒙的邮政编码为80800，INSEE市镇编码为80672。

## 政治
昂克尔河畔里布蒙所属的省级选区为科尔比县。

## 人口

1962-2008年间昂克尔河畔里布蒙人口变化图示

昂克尔河畔里布蒙于2022年1月1日时的人口数量为619人。